# Байсун
Байсу́н (узб. Boysun / Бойсун) — город, административный центр Байсунского района Сурхандарьинской области Узбекистана.

## История
Торговые караваны шли сюда через Стальные ворота в узеньком горном ущелье на протяжении тысячелетий. Через данный район проходили силы Александра Македонского, Чингисхана и Тамерлана.
Пещера Тешик-Таш, где были найдены части неандертальцев, всемирно известна. Стенные росписи «волшебной охоты на быков» эры мезолита видятся неподалёку в горах Кугитанг.
Статус города — с 1975 года (до этого — кишлак).

## География
Город расположен в 12 км от ближайшей железнодорожной станции Байсун (на линии Гузар — Кумкурган).

## Промышленность
В городе размещены предприятия лёгкой промышленности.

## Достопримечательности
Окрестности города Байсун предлагаются для включения в список Всемирного наследия ЮНЕСКО.

## Население
| 1979   | 1989   | 2005   |
| ------ | ------ | ------ |
| 12 438 | 16 732 | 23 700 |